# Erysimum benthamii
Erysimum benthamii là một loài thực vật có hoa trong họ Cải. Loài này được Monnet mô tả khoa học đầu tiên năm 1912.